# 小寺寿臣
小寺 寿臣（こでら としおみ 1980年7月- ）スペシャルオリンピックス日本・北海道（略称：SON北海道）の事務局長。北海道京極町出身。道都大学に入学後、様々なボランティア活動に参加。2000年、友人に誘われ知的発達に障害のある人たちに社会参加と自立を目指し、スポーツのトレーニング活動を行うスペシャルオリンピックスの活動にボランティアとして参加。2008年より、北海道におけるスペシャルオリンピックスの活動普及を担う、スペシャルオリンピックス日本・北海道の事務局長の役職を務める。本職は、教員。

## 経歴
- 1999年3月 - 北海道倶知安高等学校　普通科　卒業
- 1999年4月 - 道都大学社会福祉学部社会福祉学科　入学
- 2001年9月 - 国際ロータリー2500地区、第22回ライラセミナーに道都大学の推薦を受け、紋別港ローターリークラブ推薦者として参加
- 2003年3月 - 道都大学社会福祉学部社会福祉学科　卒業
- 2003年6月 - 2003年スペシャルオリンピックス夏季世界大会（アイルランド）へ日本選手団のコーチとして参加
- 2008年2月 - スペシャルオリンピックス日本・北海道（略称：SON北海道）事務局長